# Caledonia, Missouri
Caledonia är en ort i Washington County i delstaten Missouri, USA.